# Wahlbezirk Österreich unter der Enns 11
Der Wahlbezirk Österreich unter der Enns 11 war ein Wahlkreis für die Wahlen zum Abgeordnetenhaus im österreichischen Kronland Österreich unter der Enns. Der Wahlbezirk wurde 1907 mit der Einführung der Reichsratswahlordnung geschaffen und bestand bis zum Zusammenbruch der Habsburgermonarchie.

## Geschichte
Nachdem der Reichsrat im Herbst 1906 das allgemeine, gleiche, geheime und direkte Männerwahlrecht beschlossen hatte, wurde mit 26. Jänner 1907 die große Wahlrechtsreform durch Sanktionierung von Kaiser Franz Joseph I. gültig. Mit der neuen Reichsratswahlordnung schuf man insgesamt 516 Wahlbezirke, wobei mit Ausnahme Galiziens in jedem Wahlbezirk ein Abgeordneter im Zuge der Reichsratswahl gewählt wurde. Der Abgeordnete musste sich dabei im ersten Wahlgang oder in einer Stichwahl mit absoluter Mehrheit durchsetzen. Der Wahlkreis Österreich unter der Enns 11 umfasste den 5. Wiener Gemeindebezirk Margareten.
Aus der Reichsratswahl 1907 ging im ersten Wahlgang Josef Sturm (Christlichsoziale Partei) als Sieger hervor. Bei der Reichsratswahl 1911 verlor Sturm sein Mandat jedoch in der Stichwahl an den Sozialdemokraten Franz Domes.

## Wahlergebnisse

### Reichsratswahl 1907
Die Reichsratswahl 1907 wurde am 14. Mai 1907 (erster Wahlgang) durchgeführt. Die Stichwahl entfiel auf Grund der absoluten Mehrheit von Josef Sturm im ersten Wahlgang.
| Kandidat                                                                      | Partei                                   | Wahlkreis- stimmen | Stimmen- anteil |
| ----------------------------------------------------------------------------- | ---------------------------------------- | ------------------ | --------------- |
| Josef Sturm                                                                   | Christlichsoziale Partei                 | 9391               | 50,5 %          |
| Franz Domes                                                                   | Sozialdemokratische Arbeiterpartei       | 8064               | 43,3 %          |
| F. Erler                                                                      | deutsch-fortschrittlicher Kandidat       | 635                | 3,4 %           |
| Zeman                                                                         | tschechischer Kandidat                   | 306                | 1,6 %           |
| Georg von Schönerer                                                           | deutsch-nationaler/alldeutscher Kandidat | 101                | 0,5 %           |
| Sonstige                                                                      |                                          | 116                | 0,6 %           |
| Wahlberechtigte: 20869, Ungültige/Leere Stimmen: 510, Wahlbeteiligung: 91,6 % |                                          |                    |                 |

### Reichsratswahl 1911
Die Reichsratswahl 1911 wurde am 13. Juni 1911 (erster Wahlgang) sowie am 20. Juni 1911 (Stichwahl) durchgeführt.

#### Erster Wahlgang
| Kandidat                                                                       | Partei                                           | Wahlkreis- stimmen | Stimmen- anteil |
| ------------------------------------------------------------------------------ | ------------------------------------------------ | ------------------ | --------------- |
| Franz Domes                                                                    | Sozialdemokratische Arbeiterpartei               | 9073               | 46,5 %          |
| Josef Sturm                                                                    | Christlichsoziale Partei                         | 5726               | 29,3 %          |
| Franz Wanderer                                                                 | Kandidat des gewerblichen Zentralwahlausschusses | 2722               | 14,0 %          |
| Anton Rosanelli                                                                | deutsch-freiheitlicher Kandidat                  | 732                | 3,8 %           |
|                                                                                | deutsch-nationale Kandidaten                     | 731                | 3,7 %           |
| Klepetko                                                                       | tschechisch-nationaler Kandidat                  | 353                | 1,8 %           |
| Sonstige                                                                       |                                                  | 175                | 0,9 %           |
| Wahlberechtigte: 22.305, Ungültige/Leere Stimmen: 851, Wahlbeteiligung: 91,3 % |                                                  |                    |                 |

#### Stichwahl
| Kandidat                                                                  | Partei                             | Wahlkreis- stimmen | Stimmen- anteil |
| ------------------------------------------------------------------------- | ---------------------------------- | ------------------ | --------------- |
| Franz Domes                                                               | Sozialdemokratische Arbeiterpartei | 11011              | 58,3 %          |
| Josef Sturm                                                               | Christlichsoziale Partei           | 7883               | 41,7 %          |
| Wahlberechtigte: 22.305, Ungültige Stimmen: 1220, Wahlbeteiligung: 90,2 % |                                    |                    |                 |